# Девочка, покорившая время
«Девочка, покорившая время» (яп. 時をかける少女 Токи о какэру сё:дзё) — аниме, произведённое студией мультипликации Madhouse под руководством режиссёра Мамору Хосоды по мотивам одноимённой новеллы Ясутаки Цуцуи. Первый показ прошёл в кинотеатрах Японии 15 июля 2006 года. 20 апреля 2007 года фильм был выпущен на DVD в Японии ограниченным тиражом.
В России фильм лицензирован компанией Reanimedia, манга — «Истари комикс».

## Сюжет
В один день у Макото случилось множество неприятных историй, и в конце концов она попала под поезд. Но в этот момент она осознала, что может перемещаться во времени, изменяя своё прошлое, и таким образом спаслась. Увлёкшись изменением прошлого, Макото замечает, что из-за её попыток устроить свою жизнь нередко страдают другие люди, а количество доступных прыжков ограничено. Пытаясь исправить то, что она натворила, она израсходовала все попытки, но узнала, что Тиаки, её одноклассник, — из будущего. Именно он потерял прибор для путешествий во времени, на который случайно упала Макото. Теперь ему предстоит вернуться в своё время, так и не увидев то, ради чего он и совершил прыжок в прошлое, — картину, которой суждено сгореть при пожаре, — так как эта картина ещё на реставрации. Но Макото обещала присмотреть за картиной, а также что они встретятся в будущем.

## Персонажи
Макото Конно (яп. 紺野 真琴 Конно Макото) — главная героиня. Девочка с весёлым характером и хорошим чувством юмора. После неудач на уроках остаётся на дежурство, а в лаборатории, неудачно поскользнувшись, падает на придуманную учёными будущего машину для перемещения во времени, что позволяет ей совершать прыжки в то время и место, которое она пожелает. И она тратит эту возможность на всякие мелочи, так что в самый решающий момент у неё не осталось прыжков…
Сэйю: Рииса Нака
Тиаки Мамия (яп. 間宮 千昭 Мамия Тиаки) — высокий, рыжий, зеленоглазый мальчик, носит джинсы и майку. Путешественник из будущего, потерявший устройство для прыжков во времени. Характер смешливый, любит подшучивать над Макото, из-за чего постоянно ссорится с ней же. Плохо учится, часто опаздывает на уроки, как, впрочем, и Макото. Однако он любит Макото и заботится о ней. Когда Тиаки признался ей в своих чувствах, она испугалась, отменила это событие и стала его избегать, а Тиаки начал встречаться с одноклассницей.
Сэйю: Такуя Исида
Косукэ Цуда (яп. 津田 功介 Цуда Ко:сукэ) — друг Тиаки и Макото. В отличие от них, очень внимательный и исполнительный, хороший ученик. Мечтает поступить в медицинский институт, чтобы помогать в клинике родителей. Тем не менее, постоянно помогает друзьям и принимает участие в их развлечениях. Именно он открывает глаза Макото на чувства Тиаки, как оказалось, слишком поздно.
Сэйю: Мицутака Итакура

## Манга
Существует две одноимённых манги. В 2003 году выходит «Девочка, покорившая время», связанная с событиями в аниме лишь косвенным образом: главной героиней является тётушка главной героини в сиквеле «Девочка, покорившая время» -Tokikake-, — Макото Конно.
В России лицензировали и выпустили в 2011 г. вторую, более позднюю, часть.

## Награды
Победитель Tokyo Anime Awards 2007 года в номинациях:
- Анимация года
- Лучший режиссёр — Мамору Хосода
- Лучший сценарий — Сатоко Окудэра
- Лучшая оригинальная история — Девочка, покорившая время, Ясутака Цуцуи
- Лучший художник-постановщик — Нидзо Ямамото
- Лучший дизайн персонажей — Ёсиюки Садамото

Награда «Лучший анимационный фильм» на 11-м фестивале анимации в Кобе (2006).

## Сайты
- Официальный сайт (яп.)
- Французский официальный сайт (фр.)
- «Девочка, покорившая время» на сайте компании Реанимедиа

- Аниме «Девочка, покорившая время» (англ.) в энциклопедии сайта Anime News Network
- Аниме «Девочка, покорившая время» (англ.) в базе данных AniDB

- Манга «Toki wo Kakeru Shoujo» (англ.) в энциклопедии сайта Anime News Network

- Манга «Toki wo Kakeru Shoujo: Tokikake» (англ.) в энциклопедии сайта Anime News Network